# Chestnut Hill College
Pour les articles homonymes, voir Chestnut Hill.
Le Chestnut Hill College est un college américain privé situé dans la ville de Philadelphie en Pennsylvanie. Sa devise est Fides, Caritas, Scientia.
Le Chestnut Hill College est fondé en 1924 par les sœurs de Saint Joseph de Philadelphie comme établissement catholique et compte actuellement environ 1 000 étudiants. Il forme à plusieurs diplômes : Associate of Arts, Bachelor of Arts, Bachelor of Music et Bachelor of Science.

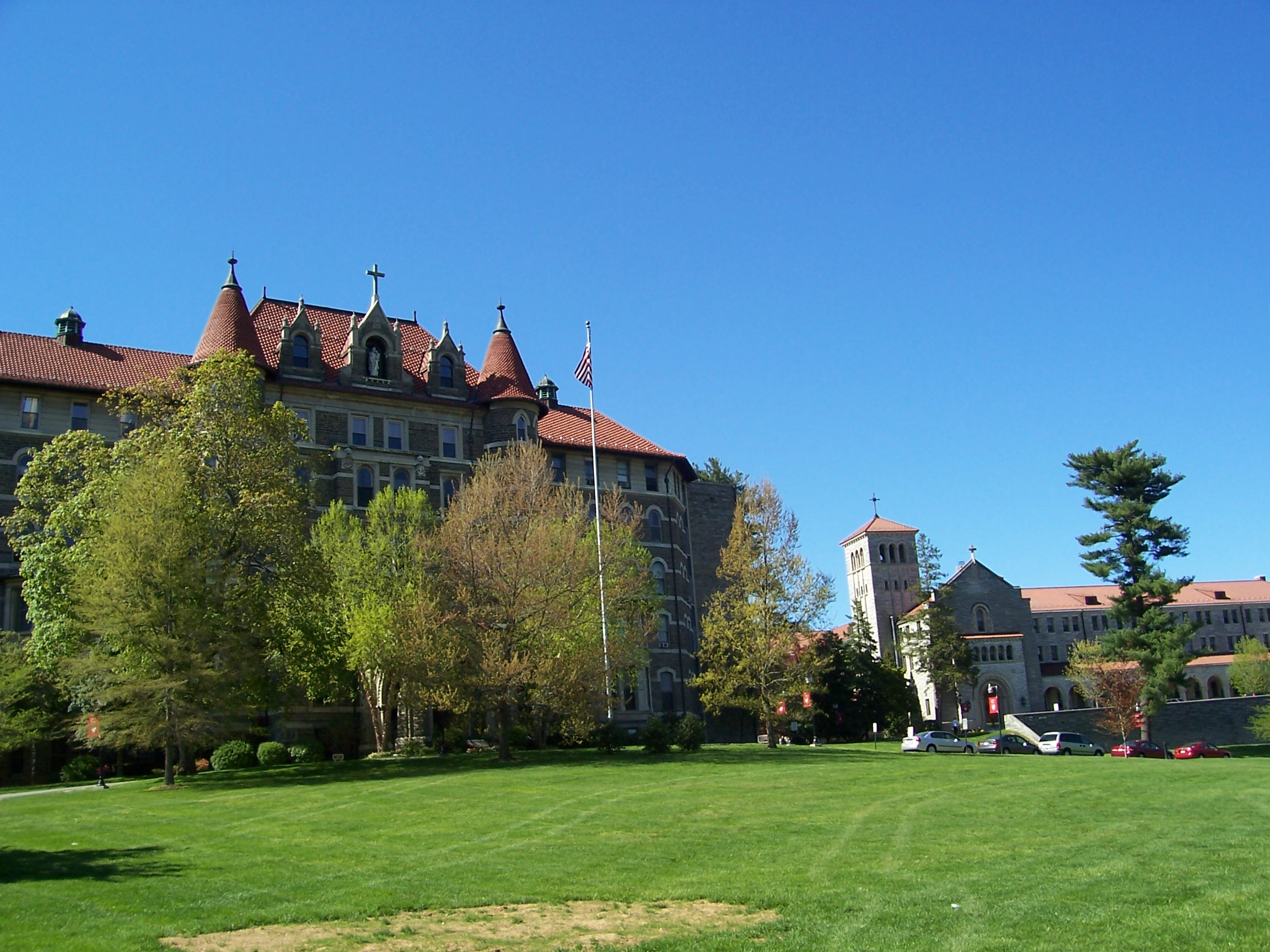
Campus.

## Anciens élèves
- Kathryn E. Granahan (1894-1979), femme politique